# Карстен Йоргенсен
Карстен Йоргенсен е датски състезател по спортно ориентиране от отбора на Tisvilde Hegn OK, за националния отбор на Дания, както и лекоатлет. Живее в Нова Зеландия.
Заедно с Torben Skovlyst, Chris Terkelsen и Allan Mogensen той печели златен медал на световното първенство по ориентиране (щафета) в Норвегия през 1997 г.
Карстен е европейски шампион по лекоатлетически крос. На 4 април 1998 поставя рекорд на Дания на 10 000 м с време 27:54,76, а на 27 септември същата година поставя нов рекорд на Дания на полумаратон – 1:01:55.
Въпреки постиженията му мнозина твърдят, че стилът му на бягане е невероятно неправилен, като според норвежко списание Карстен е единственият бегач с по-лош стил на бягане дори и от Пола Радклиф.